# Imran N. Hosein
Imran Nazar Hosein (Trinidad, 1942) is een islamitische geleerde, auteur en filosoof, gespecialiseerd in islamitische  eschatologie, wereldpolitiek, economie, en moderne sociaal-economische/politieke onderwerpen. Hij is de auteur van Jerusalem in the Qur'an en andere boekwerken.

## Biografie
Imran Hosein is geboren op het Caribische eiland Trinidad in 1942. Zijn roots liggen in India, vanwaar zijn ouders migreerden.

## Boeken
Een complete lijst van zijn Engelstalige werken is terug te vinden via de website
- Jerusalem in the Quran
- An Islamic View of Gog and Magog in the Modern Age
- The Gold Dinar and Silver Dirham - Islam and Future of Money
- George Bernard Shaw and the Islamic Scholar
- Islam and Buddhism in the Modern World
- The Caliphate, the Hejaz and the Saudi-Wahhabi Nation-State
- Surah Al-Kahf and the Modern Age
- Surah Al-Kahf - Arabic text - Translation and Modern Commentary
- The Prohibition of Riba in the Quran and Sunnah
- An Introduction to Methodology for Study of the Qur’an